# Punto medio
In geometria, il punto medio è il punto equidistante da due altri punti presi a riferimento e allineato con essi; solitamente lo si associa a un segmento, i cui punti di riferimento sono gli estremi, che divide in due parti congruenti (o isometriche).
Relativamente alla geometria euclidea, la sua unicità  è assunta come assioma o come conseguenza dell'assioma della divisibilità dei segmenti.

## In geometria elementare
Il concetto di punto medio è spesso frequente nella geometria elementare.
Nei poligoni regolari il punto medio di un lato è il punto in cui l'apotema tocca il lato; sempre nei poligoni e specialmente nei triangoli, la mediana è il segmento che congiunge un vertice al punto medio del lato opposto. In un cerchio, il punto medio del diametro è il centro del cerchio.

## Le coordinate nella geometria euclidea
Sulla retta {\displaystyle \mathbb {R} ,} il punto medio del segmento {\displaystyle AB} di estremi {\displaystyle A(x_{A})} e {\displaystyle B(x_{B})} corrisponde al punto {\displaystyle M} di ascissa
{\displaystyle x_{M}={\frac {x_{A}+x_{B}}{2}}.}
Nel piano cartesiano {\displaystyle \mathbb {R} ^{2},} il punto medio del segmento {\displaystyle AB} di estremi Errore del parser (SVG (MathML può essere abilitato tramite plug-in del browser): risposta non valida ("Math extension cannot connect to Restbase.") dal server "http://localhost:6011/it.wikipedia.org/v1/":): {\displaystyle A(x_1, y_1)}
 e {\displaystyle B(x_{2},y_{2})} è il punto {\displaystyle M} di coordinate:
{\displaystyle x_{M}={\frac {x_{1}+x_{2}}{2}},\qquad y_{M}={\frac {y_{1}+y_{2}}{2}}.}
Il procedimento si estende immediatamente agli spazi di dimensione {\displaystyle n\geq 1,} come {\displaystyle \mathbb {R} ^{n}.} Ossia il punto medio del segmento {\displaystyle AB} di estremi {\displaystyle A(a_{1},a_{2},\ldots ,a_{n})} e Errore del parser (SVG (MathML può essere abilitato tramite plug-in del browser): risposta non valida ("Math extension cannot connect to Restbase.") dal server "http://localhost:6011/it.wikipedia.org/v1/":): {\displaystyle B(b_1, b_2,\ldots,b_n)}
 è il punto {\displaystyle M} di coordinate:
{\displaystyle m_{i}={\frac {a_{i}+b_{i}}{2}},}
per ogni {\displaystyle i=1,\ldots ,n.}